# Siège de Vesoul (1557)
Pour les articles homonymes, voir Sièges de Vesoul.
Le siège de Vesoul de 1557 est une opération militaire menée par les bandes du baron de Polwiller (écrit aussi Polnitz ou même Polviler) contre la ville de Vesoul, alors ville du comté de Bourgogne (actuelle Franche-Comté). Une inondation naturelle a forcé les assiégeant à abandonner l'opération. Cette inondation a été causée par une cavité naturelle se trouvant à proximité : le Frais-Puits.

## Contexte
En 1556, Charles Quint abandonne son trône et laisse son pouvoir à Philippe II. Ce dernier, occupé par d'autres problèmes, ne mit pas en protection la Franche-Comté des guerres actuelles, notamment religieuses. Dans le royaume de France, le roi Henri II venait de perdre la bataille de Saint-Quentin en août 1557.

## Déroulement

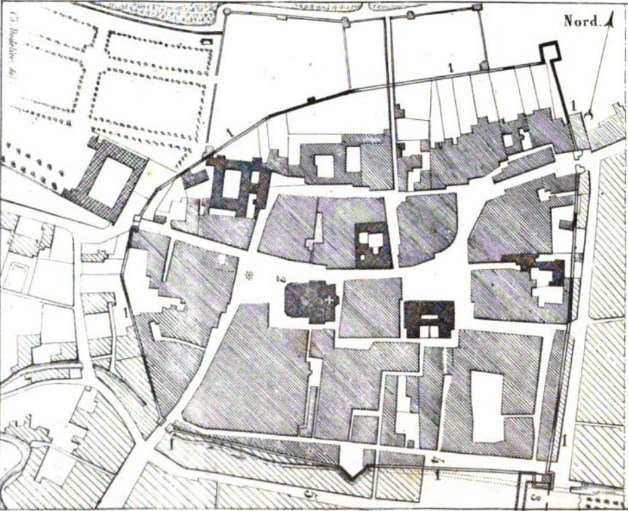
Plan de Vesoul et de son enceinte au XVIe siècle. Réalisé vers 1810 par Dodelier.

Le siège est mené le 15 novembre 1557 par Polwiller (écrit aussi Polnitz ou même Polviler) qui est accompagné d'une armée de 12 000 hommes (plus exactement 10 000 lansquenets  et 1 200 reîtres). Il franchit la Franche-Comté et arriva à Vesoul depuis la ville de Lure, située à l'est de Vesoul. Vesoul est à cette époque une petite cité, entourée d'une muraille et de fortifications diverses. On y compte en 1559, environ 1 700 habitants répartis en 425 feux, c'est-à-dire 425 familles,.
Alors que les troupes de Polwiller préparèrent les canons et les armements, des pluies torrentielles tombèrent pendant 24 heures. Ces fortes pluies conduisirent au débordement du Frais-Puits, gouffre naturel localisé à environ 2,5 kilomètres à vol d'oiseau au sud-est de la cité vésulienne (actuellement sur la commune de QUincey). Par la suite, la plaine de Vesoul fut inondée en moins de cinq ou six heures. Les ouvrages rapportent que Polwiller craignait que les habitants de Vesoul s'étaient dotés de réservoirs d'eau permettant d'inonder l'ennemi, voire que ce phénomène naturel était l'objet d'une attaque divine. L'armée de Polwiller abandonna le siège de Vesoul et les soldats quittèrent précipitamment les lieux en laissant leurs armements sur place.

## Conséquences
Cet événement qui est appelé le « Débordement miraculeux du Frais-Puits » a été le fruit d'une légende qui rapporte que pendant son invasion de la Séquanie (Franche-Comté), Jules César aurait également fait face à ce phénomène et aurait reculé devant la « mer de Vesoul » (Mare Vesulium),.